# Striomecyna bimaculicollis
Striomecyna bimaculicollis là một loài bọ cánh cứng trong họ Cerambycidae.